# Xostylus parallelus
Xostylus parallelus is een pissebed uit de familie Janiroidea incertae sedis. De wetenschappelijke naam van de soort is voor het eerst geldig gepubliceerd in 1962 door Menzies.